# Body Wishes
Body Wishes è il dodicesimo album di Rod Stewart, pubblicato nel 1983 dalla Warner Bros.

## Tracce
1. Dancin' Alone (Rod Stewart, Robin LeMesurier) – 4:03
2. Baby Jane (Stewart, Jay Davis) – 4:44
3. Move Me (Stewart, Davis, Tony Brock, Kevin Savigar, Wally Stocker) – 3:36
4. Body Wishes (Stewart, Savigar, LeMesurier, Jim Cregan) – 4:41
5. Sweet Surrender (Stewart, LeMesurier) – 4:57
6. What Am I Gonna Do (I'm So in Love with You) (Stewart, Davis, Brock) – 4:19
7. Ghetto Blaster (Stewart, Savigar, Cregan) – 4:07
8. Ready Now (Stewart, Stocker) – 3:34
9. Strangers Again (Stewart, Savigar, Cregan) – 4:10
10. Satisfied (Stewart, Savigar, Cregan, Bernie Taupin) – 4:08

## Musicisti
- Rod Stewart - voce
- Jim Cregan - chitarra
- Robin Le Mesurier – chitarra
- Jay Davis - basso
- Tony Brock – batteria
- Kevin Savigar - tastiere, sintetizzatore
- Tommy Vig – percussioni
- Jimmy Zavala – sassofono, armonica a bocca

## Classifiche

### Classifiche settimanali
| Classifica (1983) | Posizione massima |
| ----------------- | ----------------- |
| Australia         | 14                |
| Austria           | 7                 |
| Canada            | 15                |
| Francia           | 2                 |
| Germania          | 2                 |
| Norvegia          | 10                |
| Nuova Zelanda     | 25                |
| Paesi Bassi       | 6                 |
| Regno Unito       | 5                 |
| Spagna            | 2                 |
| Stati Uniti       | 30                |
| Svezia            | 3                 |
| Svizzera          | 7                 |

### Classifiche di fine anno
| Classifica (1983) | Posizione |
| ----------------- | --------- |
| Austria           | 16        |
| Canada            | 63        |
| Germania          | 7         |
| Paesi Bassi       | 47        |
| Regno Unito       | 43        |